# Scott Arfield
Scott Arfield (ur. 1 listopada 1988 w Livingston) – kanadyjski piłkarz szkockiego pochodzenia występujący na pozycji środkowego pomocnika szkockim klubie Falkirk oraz w reprezentacji Kanady. 

## Kariera klubowa
Arfield jest wychowankiem Falkirk. Potem w swojej karierze grał także w Huddersfield Town. W 2013 roku przeniósł się do Burnley. Z klubem sięgnął po Championship w sezonie 2015/16.  1 lipca 2018 roku został zawodnikiem Rangers. 

## Kariera reprezentacyjna
Był młodzieżowym reprezentantem Szkocji. W seniorskiej karierze zdecydował się reprezentować Kanadę. Zadebiutował 25 marca 2016 roku w meczu z Meksykiem. Pierwszego gola zdobył 7 lipca w starciu z Gujaną Francuską. Znalazł się w kadrze na Złoty Puchar CONCACAF 2017 i 2019